# Фрескано
Фрескано (ісп. Fréscano) — муніципалітет в Іспанії, у складі автономної спільноти Арагон, у провінції Сарагоса. Населення — 220 осіб (2010).
Муніципалітет розташований на відстані близько 250 км на північний схід від Мадрида, 55 км на північний захід від Сарагоси.

## Демографія
Динаміка населення (INE ):